# Christian Kröner

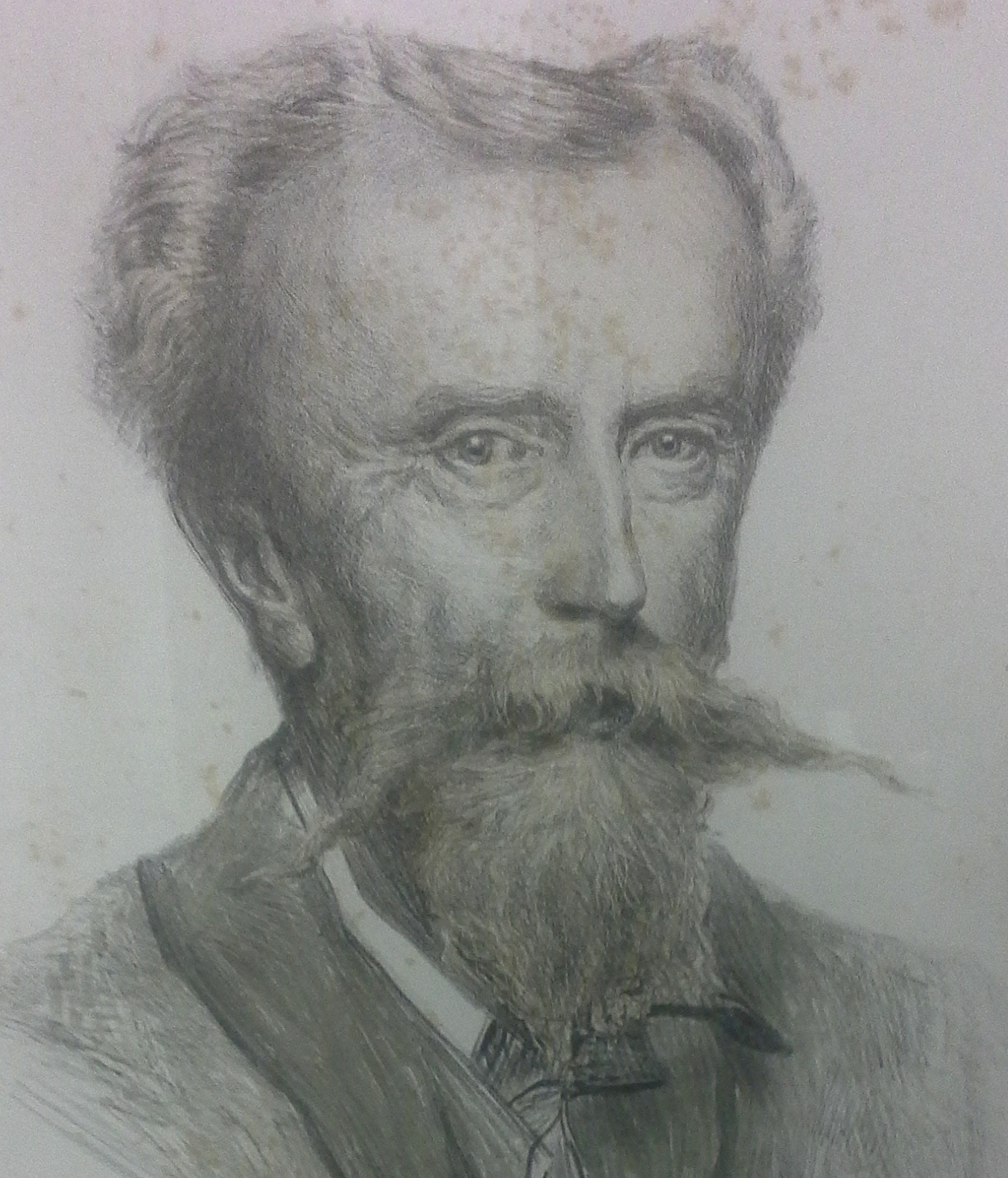
Porträt des Christian Kröner von Ismael Gentz, 1897

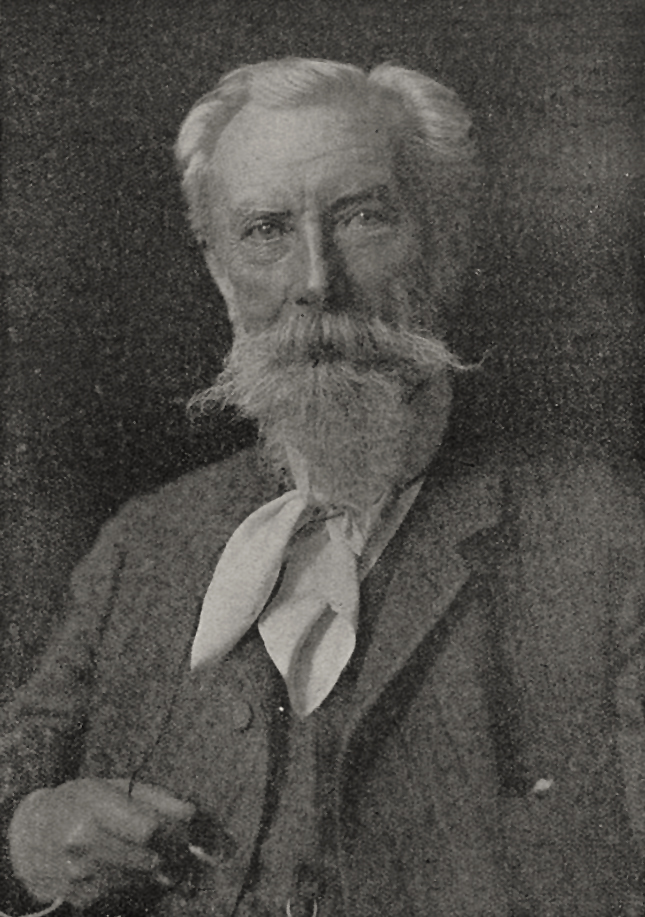
Christian Kröner, Foto von Constantin Luck, 1911

Johann Christian Kröner (* 3. Februar 1838 in Rinteln (Weser); † 18. Oktober 1911 in Düsseldorf) war ein deutscher Jagd- und Landschaftsmaler, Radierer und Zeichner.

## Leben
Kröner, Sohn des Dekorationsmalers Johann Kröner (1788–1848) und seiner Frau Clara Regina, geborene Meyer (1792–1862), besuchte das Gymnasium in seiner Vaterstadt bis 1852 und arbeitete anschließend bei seinem Bruder, der das väterliche Malergeschäft übernommen hatte, als Lehrling. Daneben übte er sich im Skizzieren nach der Natur. Erst ab 1861 konnte er sich weitergehend der Kunst widmen. Zunächst ging er nach München und in die Künstlerkolonie von Brannenburg, wo er Landschaften malte und ansässige Maler kennenlernte, unter anderem Carl Irmer, Wilhelm Busch, Julius Rollmann und Louis Hugo Becker. 1862 war er wieder in Rinteln. 1863 ging er nach Düsseldorf. Dort schloss er sich dem Landschaftsmaler Louis Hugo Becker an, bewegte sich im Milieu der Düsseldorfer Malerschule, trat dem Künstlerverein Malkasten bei und bildete sich durch Selbststudium und häufige Reisen nach Oberbayern, Thüringen und besonders Westfalen zu einem Landschafts- und Tiermaler weiter. Selbst Jäger, der das Leben und Treiben des jagdbaren Wildes in Ruhe wie in dramatischen Momenten beobachtete und mit scharfer Charakteristik zu schildern wusste, erlangte er bald hervorragender Bedeutung. Zu seinem Düsseldorfer Freundeskreis zählten Gustav Süs, Karl Bertling und Eduard Geselschap, außerdem Albert Baur, Eugen Dücker und Carl Irmer. Zur Jahrhundertwende galt er unbestritten als der führende Jagdmaler der Düsseldorfer Tiermalerei.
Kröner unterrichtete Schüler privat. Von 1868 bis 1872 war Julius Arthur Thiele sein Privatschüler, in dieser Zeit etwa auch Anton Henke, zwischen 1870 und 1884 Adeline Gräfin von Reventlow, nach 1874 auch Olga Meissner, um 1880 Franz Gehrts und Edmund Osthaus, um 1883 Nelson Kinsley. Ab 1879 erhielt Magda Helmcke (1854–1935) Unterricht in Landschaftsmalerei bei ihm, welche er nach vier Jahren Malunterricht 1883 heiratete. Zu seinen Schülerinnen zählte auch Hanny Stüber, die später selbst Malerinnen ausbildete. Die Ateliers und das Haus der Kröners in der Pempelforter Straße 62 bildeten ein kulturelles Zentrum in Düsseldorf. Von den zwei Söhnen wurde Erwin Kröner ebenfalls Maler. Einer seiner letzten Schüler war der Jagd- und Landschaftsmaler Albert Holz.

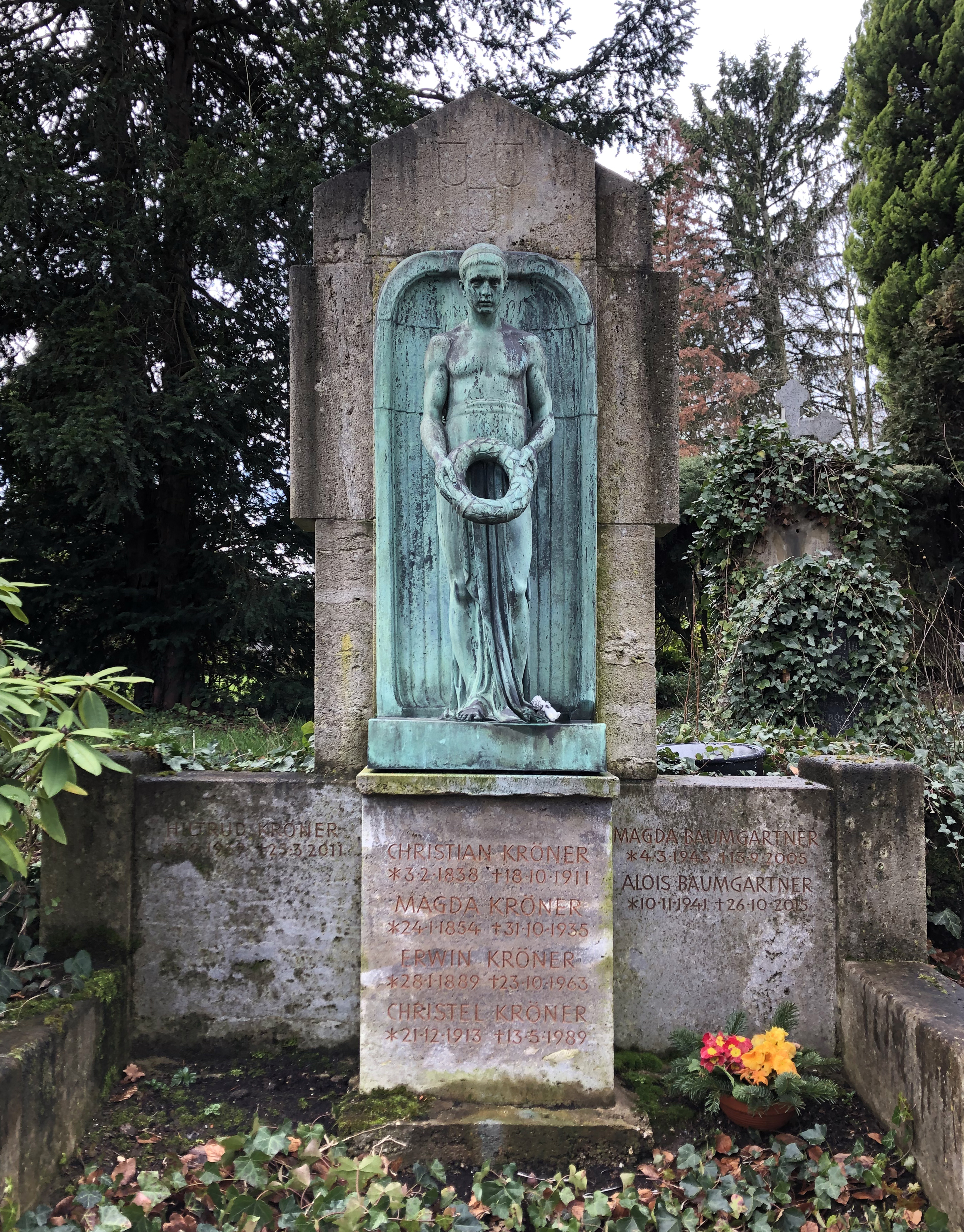
Grabstätte Familie Kröner, mit Skulptur von Josef Körschgen

Die Grabstätte der Familie Kröner befindet sich auf dem Nordfriedhof.

## Werk

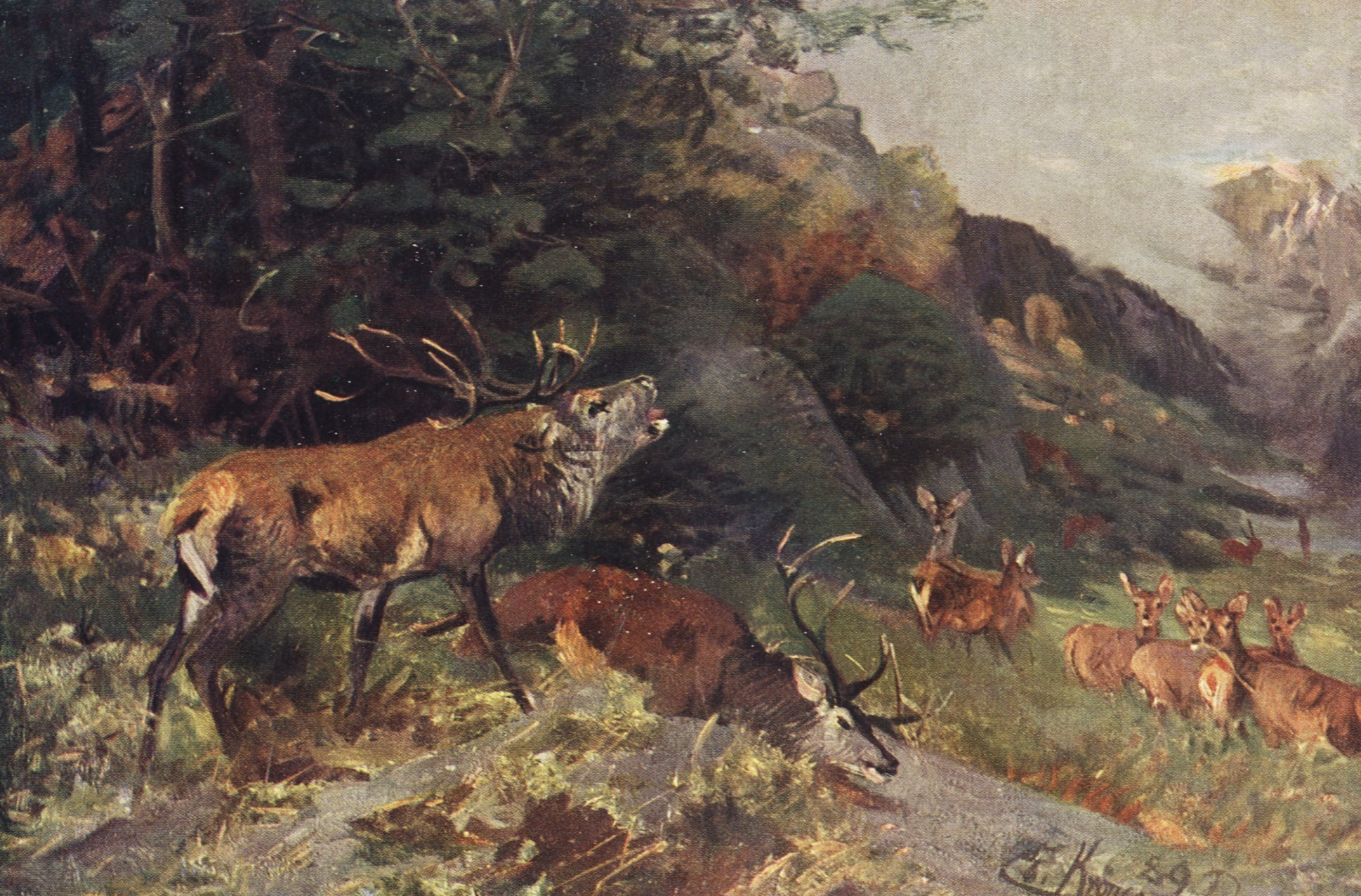
Hirschkampf

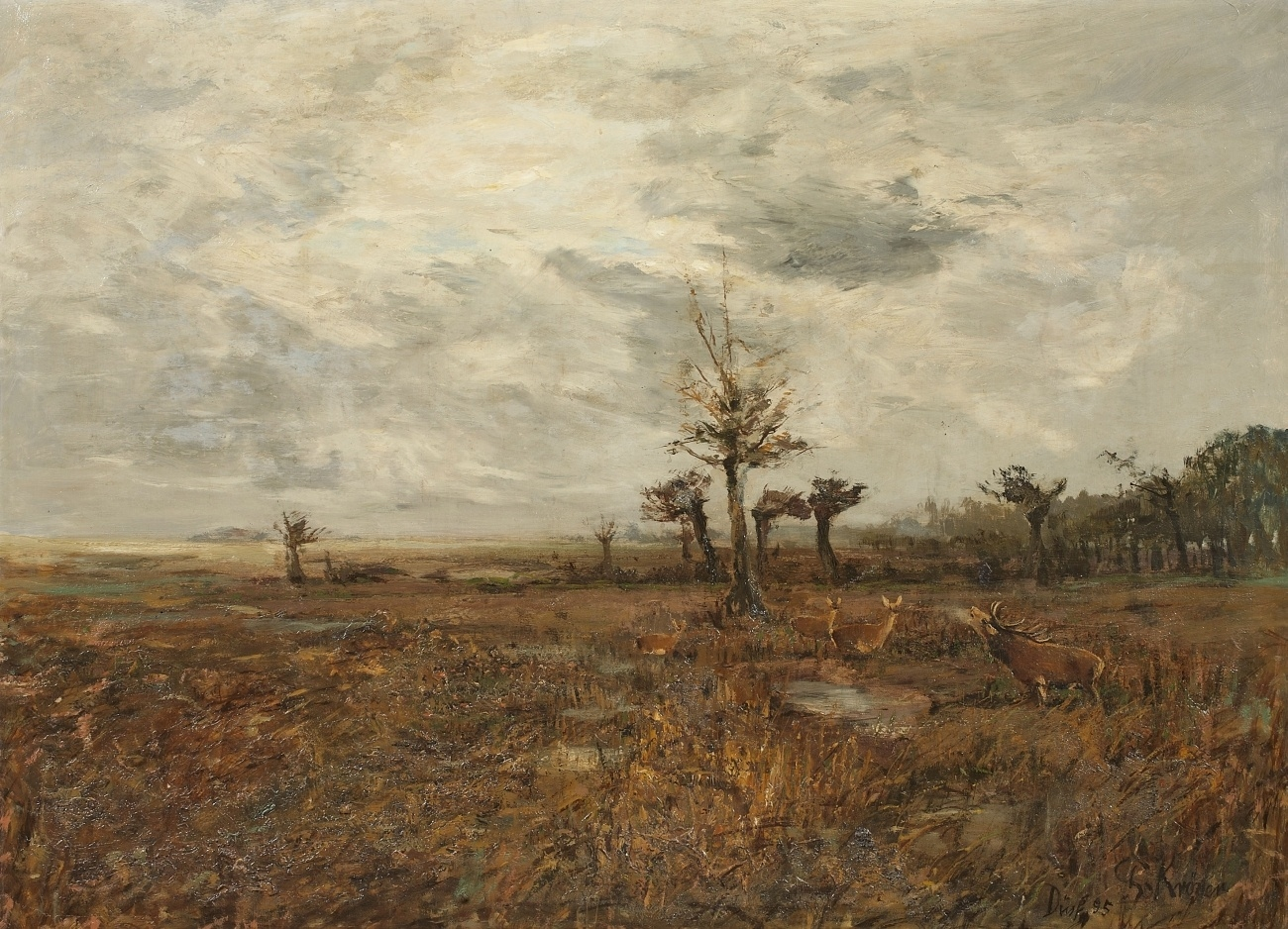
Herbstlandschaft mit Rotwild, 1895

Seine Landschaften zeichnen sich durch feine Stimmung und kräftige Färbung aus. Besonders gelang ihm die malerische Wiedergabe des Morgennebels. Sein Hauptstudienfeld bildeten der Teutoburger Wald, der Harz und Rügen. Von seinen sehr sorgfältig behandelten Bildern sind die bedeutendsten:
- Hirsche nach dem Kampf, 1870
- Wildsauen im Winter
- Hirsche nach der Brunstzeit, 1876
- Herbstlandschaft mit Hochwild am Morgen, 1877, Berliner Nationalgalerie
- Durch die Lappen, 1879
- Durch die Schützen, 1884
- Walkenried, 1889, Museum Kunstpalast
- Herbstlandschaft mit Rotwild, 1895

Kröner schuf auch einige Porträts, Radierungen und zahlreiche Zeichnungen für den Holzschnitt. Auf vielen repräsentativen Kunstausstellungen Deutschlands war er vertreten. Geehrt wurde er mit der Goldmedaille der Großen Berliner Kunstausstellung und 1893 mit der Ernennung zum „Königlichen Professor“. In London (1879, 1887, 1895, 1899) und auf den Weltausstellungen von Chicago (1893), Antwerpen (1894) und Paris (1900) wurden seine Werke prämiert. Ab 1885 war er Mitglied der Berliner Akademie.